# 1,1-Difenilpropano
1,1-Difenilpropano é o composto orgânico de fórmula C15H16 e massa molecular 196,29. Apresenta densidade de 0,995 g/cm3. É classificado com o número CAS 1530-03-6, EINECS 216-222-8 e Mol File 1530-03-6.mol.